# Lissolongichneumon carbops
Lissolongichneumon carbops là một loài tò vò trong họ Ichneumonidae.